# 中色金礦
中色金礦有限公司，簡稱中色金礦（英語：CNMC Goldmine Holdings Limited，SGX：5TP），位於馬來西亞經營首批開採黃金礦業產品。董事長為林祥雄，總裁為林国扬。
總部位於The Actuary 745 Toa Payoh Lorong 5 #04-01 Singapore 319455、 Lot PT 6724, Jalan Jedok,
17500 Tanah Merah Kelantan, Malaysia，以及香港德輔道中100號偉利商業樓1至2樓。股份在2011年10月28日於新加坡交易所凱利板上市，招股價為0.4坡元，配售股份為41,000,000股，集資額為16,400,000坡元。也是首家資源股在凱利板上市。
根據集團2014年年報，現今集團的主要股東為Innovation (China) Limited, 星展銀行(經子公司DBSN Services Pte. Ltd.)及 Ng Eng Tiong。

## 連結
- CNMC.com.sg（页面存档备份，存于）